# 松城镇
松城镇，是中国福建省宁德市霞浦县已经撤销的一个镇，是霞浦县及其前身的政治、经济、文化中心，旧称城坊区、长溪镇，自唐朝起长期为闽东北地区的行政中心，中华民国废除福宁府后逐渐失去影响力。1981年该地区设立松城镇，为霞浦县革命委员会（后为霞浦县人民政府）所在地，2003年撤销后，其辖境成为新设立的松城街道的一部分。 区域面积15.5平方千米。

## 名称由来
明朝成化年间，因城区居民在龙首山种植了大量松树，始称松城，又因城镇形状类似靴子，又称作靴城。而清朝设置的长溪镇镇名则来源于已撤销的長溪縣。

## 历史沿革
松城镇的建置最早可追溯至唐朝天宝元年（742年），长溪县县治自今县城西郊迁至此，并为当地取名为城坊。元朝升长溪县为福宁州，城坊成为福宁州州治所在地。清朝福宁府取代福宁州，城坊为福宁府行政中心以及霞浦县县府所在地，宣統元年（1909年）改为城坊自治区。民国2年（1913年）福宁府裁撤，城坊区失去闽东北政治中心的地位。民国25年（1936年）设城郊联保，民国28年（1939年）又改称城厢联保，翌年设长溪镇。
中华人民共和国成立后，长溪镇撤销，改为霞浦县第一区。后称城关区、城关公社、城关镇等，并多次与城郊（即后来的州洋乡）合并、分离建制。1981年，改城关镇为松城镇，为霞浦县革命委员会（后称人民政府）驻地。2003年，霞浦县松城镇、州洋乡撤销并设立松城街道和松港街道，新设立的松城街道拥有原松城镇的全部辖境和原州洋乡的六个行政村。

## 行政区划
松城镇下辖东关、万贤、俊星、中乘和西关5街（相当于居委会）与并行的5个行政村，以及86个居民小组、60个村民小组和13个自然村。